# Zoukou (Djidja)
Zoukou è un arrondissement del Benin situato nella città di Djidja (dipartimento di Zou) con 3.225 abitanti (dato 2006).